# Pirey
Pirey és un municipi francès situat al departament del Doubs i a la regió de Borgonya - Franc Comtat. L'any 2007 tenia 1.754 habitants.

## Demografia

### Població
El 2007 la població de fet de Pirey era de 1.754 persones. Hi havia 713 famílies de les quals 191 eren unipersonals (79 homes vivint sols i 112 dones vivint soles), 215 parelles sense fills, 261 parelles amb fills i 46 famílies monoparentals amb fills.
La població ha evolucionat segons el següent gràfic:
Habitants censats

### Habitatges
El 2007 hi havia 751 habitatges, 712 eren l'habitatge principal de la família, 7 eren segones residències i 31 estaven desocupats. 601 eren cases i 145 eren apartaments. Dels 712 habitatges principals, 562 estaven ocupats pels seus propietaris, 134 estaven llogats i ocupats pels llogaters i 17 estaven cedits a títol gratuït; 28 tenien una cambra, 46 en tenien dues, 67 en tenien tres, 110 en tenien quatre i 462 en tenien cinc o més. 653 habitatges disposaven pel capbaix d'una plaça de pàrquing. A 269 habitatges hi havia un automòbil i a 405 n'hi havia dos o més.

### Piràmide de població
La piràmide de població per edats i sexe el 2009 era:
| Homes | Edats   | Dones |
| ----- | ------- | ----- |
| 0     | 95 o +  | 0     |
| 0     | 90 a 94 | 4     |
| 0     | 85 a 89 | 4     |
| 4     | 80 a 84 | 4     |
| 12    | 75 a 79 | 16    |
| 32    | 70 a 74 | 32    |
| 24    | 65 a 69 | 36    |
| 60    | 60 a 64 | 44    |
| 12    | 55 a 59 | 32    |
| 68    | 50 a 54 | 68    |
| 76    | 45 a 49 | 72    |
| 64    | 40 a 44 | 68    |
| 40    | 35 a 39 | 52    |
| 12    | 30 a 34 | 44    |
| 32    | 25 a 29 | 40    |
| 80    | 20 a 24 | 44    |
| 44    | 15 a 19 | 88    |
| 60    | 10 a 14 | 44    |
| 24    | 5 a 9   | 48    |
| 36    | 0 a 4   | 24    |

## Economia
El 2007 la població en edat de treballar era de 1.186 persones, 883 eren actives i 303 eren inactives. De les 883 persones actives 844 estaven ocupades (439 homes i 405 dones) i 40 estaven aturades (21 homes i 19 dones). De les 303 persones inactives 90 estaven jubilades, 156 estaven estudiant i 57 estaven classificades com a «altres inactius».

### Ingressos
El 2009 a Pirey hi havia 701 unitats fiscals que integraven 1.801,5 persones, la mediana anual d'ingressos fiscals per persona era de 24.244 €.

### Activitats econòmiques
Dels 106 establiments que hi havia el 2007, 6 eren d'empreses de fabricació de material elèctric, 1 d'una empresa de fabricació d'elements pel transport, 15 d'empreses de fabricació d'altres productes industrials, 17 d'empreses de construcció, 27 d'empreses de comerç i reparació d'automòbils, 3 d'empreses de transport, 3 d'empreses d'hostatgeria i restauració, 7 d'empreses financeres, 4 d'empreses immobiliàries, 11 d'empreses de serveis, 9 d'entitats de l'administració pública i 3 d'empreses classificades com a «altres activitats de serveis».
Dels 19 establiments de servei als particulars que hi havia el 2009, 3 eren tallers de reparació d'automòbils i de material agrícola, 4 guixaires pintors, 4 fusteries, 3 lampisteries, 1 electricista, 1 perruqueria, 1 veterinari, 1 restaurant i 1 agència immobiliària.
Dels 6 establiments comercials que hi havia el 2009, 1 era un hipermercat, 1 una botiga de menys de 120 m², 1 una llibreria, 2 botigues de material esportiu i 1 un drogueria.

## Equipaments sanitaris i escolars
El 2009 hi havia 1 farmàcia i 1 ambulància.
El 2009 hi havia 1 escola maternal i 2 escoles elementals. Pirey disposava d'un col·legi d'educació secundària amb 190 alumnes.

## Poblacions més properes
El següent diagrama mostra les poblacions més properes.